# Малые поганки
Малые поганки (лат. Tachybaptus) — род птиц из семейства поганковых (Podicipedidae).

## Описание
Небольшие птицы с длиной тела около 25 см. Окраска преимущественно черновато-коричневая, голова чёрная. Питаются преимущественно насекомыми.

## Классификация
К роду малые поганки относят 6 видов, один из которых вымер:
- Tachybaptus rufolavatus (Delacour, 1932) — Карликовая поганка †
- Tachybaptus ruficollis (Pallas, 1764) — Малая поганка
- Tachybaptus tricolor  (Gray, 1861)[4]
- Tachybaptus novaehollandiae (Stephens, 1826) — Австралийская поганка
- Tachybaptus pelzelnii (Hartlaub, 1861) — Мадагаскарская малая поганка
- Tachybaptus dominicus (Linnaeus, 1766) — Южноамериканская поганка

## Распространение
Гнездовой ареал рода охватывает Евразию, Зондские острова, Африку,  Австралию и юг Северной Америки и Южную Америку.

## Палеонтология
В ископаемом состоянии известны два современных вида Tachybaptus ruficollis и Tachybaptus dominicus. Самые древние находки датируются средним плейстоценом (2.59—0.13 млн лет) из отложений в Испании, Италии и США